# Damon Mirani
Damon Mirani (Monnickendam, Países Bajos, 13 de mayo de 1996) es un futbolista neerlandés que juega de defensa en el Heracles Almelo de la Eredivisie.

## Trayectoria
Comenzó su carrera futbolística en la sub-8 del VV Monnickendam antes de pasar al F. C. Volendam. Al final de la temporada 2011-12, fue admitido en la academia del Ajax de Ámsterdam. El 15 de marzo de 2013 firmó su primer contrato profesional con el club, que le vincula hasta el 30 de junio de 2016. Al final de la temporada 2012-13, fue coronado Talent van De Toekomst (Talento del Futuro) mientras jugaba en el Ajax B1, el equipo sub-17.
Comenzó la temporada 2013-14 jugando en el Ajax A1, el equipo sub-19. Ante la indisponibilidad de varios jugadores, debutó como profesional con el Jong Ajax contra el Achilles '29 en un partido de la Eerste Divisie el 8 de septiembre de 2013, entrando en el campo en sustitución de Tom Noordhoff en el descanso. El 28 de junio de 2014 debutó de forma no oficial con el primer equipo del Ajax en un amistoso contra el SDC Putten que se ganó por 13-1. Sustituyó a Kenny Tete tras el descanso y marcó el 7-0 de un saque de esquina en el minuto 50.
En marzo de 2016 se anunció que su contrato, que expiraba, no se prorrogaría, lo que significaba que podía empezar a buscar un nuevo club. Disputó un total de 24 partidos con el Jong Ajax en tres temporadas, y no llegó a debutar oficialmente con el primer equipo.
El 31 de mayo de 2016 firmó un contrato de dos años con el Almere City F. C. Debutó oficialmente con el Almere City FC el 5 de agosto en un partido fuera de casa contra el F. C. Volendam. El partido terminó con un empate a uno.
El 15 de junio de 2021 se trasladó al F. C. Volendam con un contrato de dos años, club en el que ya trabajaba a tiempo parcial como entrenador de juveniles.

## Estadísticas

### Clubes
Actualizado al último partido disputado el 2 de noviembre de 2024.
| Club                             | Div.          | Temporada     | Liga  | Liga  | Copas nacionales | Copas nacionales | Copas internacionales | Copas internacionales | Total | Total |
| Club                             | Div.          | Temporada     | Part. | Goles | Part.            | Goles            | Part.                 | Goles                 | Part. | Goles |
| -------------------------------- | ------------- | ------------- | ----- | ----- | ---------------- | ---------------- | --------------------- | --------------------- | ----- | ----- |
| Jong Ajax · Países Bajos         | 2.ª           | 2013-14       | 1     | 0     | —                | —                | —                     | —                     | 1     | 0     |
| Jong Ajax · Países Bajos         | 2.ª           | 2014-15       | 4     | 0     | —                | —                | —                     | —                     | 4     | 0     |
| Jong Ajax · Países Bajos         | 2.ª           | 2015-16       | 19    | 0     | —                | —                | —                     | —                     | 19    | 0     |
| Jong Ajax · Países Bajos         | Total club    | Total club    | 24    | 0     | 0                | 0                | 0                     | 0                     | 24    | 0     |
| Almere City F. C. · Países Bajos | 2.ª           | 2016-17       | 33    | 1     | 2                | 0                | —                     | —                     | 35    | 1     |
| Almere City F. C. · Países Bajos | 2.ª           | 2017-18       | 37    | 6     | 2                | 0                | —                     | —                     | 39    | 6     |
| Almere City F. C. · Países Bajos | 2.ª           | 2018-19       | 34    | 4     | 2                | 0                | —                     | —                     | 36    | 4     |
| Almere City F. C. · Países Bajos | 2.ª           | 2019-20       | 29    | 0     | 1                | 0                | —                     | —                     | 30    | 0     |
| Almere City F. C. · Países Bajos | 2.ª           | 2020-21       | 39    | 5     | 1                | 0                | —                     | —                     | 40    | 5     |
| Almere City F. C. · Países Bajos | Total club    | Total club    | 172   | 16    | 8                | 0                | 0                     | 0                     | 180   | 16    |
| F. C. Volendam · Países Bajos    | 2.ª           | 2021-22       | 38    | 4     | 1                | 0                | —                     | —                     | 39    | 4     |
| F. C. Volendam · Países Bajos    | 1.ª           | 2022-23       | 31    | 3     | 2                | 0                | —                     | —                     | 33    | 3     |
| F. C. Volendam · Países Bajos    | 1.ª           | 2023-24       | 34    | 3     | 1                | 0                | —                     | —                     | 35    | 3     |
| F. C. Volendam · Países Bajos    | Total club    | Total club    | 103   | 10    | 4                | 0                | 0                     | 0                     | 107   | 10    |
| Heracles Almelo · Países Bajos   | 1.ª           | 2024-25       | 11    | 1     | 0                | 0                | —                     | —                     | 11    | 1     |
| Heracles Almelo · Países Bajos   | Total club    | Total club    | 11    | 1     | 0                | 0                | 0                     | 0                     | 11    | 1     |
| Total carrera                    | Total carrera | Total carrera | 310   | 27    | 12               | 0                | 0                     | 0                     | 322   | 27    |